# QV55
QV55 (Queen's Valley Nummer 55) ist die moderne Nummer für das Grab des Prinzen Amunherchepeschef (der ältere, auch als Amenhirkopshef B bezeichnet) eines Sohnes des altägyptischen Königs (Pharao) Ramses III. im Tal der Königinnen. Das Grab wurde 1904 bei den Ausgrabungen von Ernesto Schiaparelli gefunden.

## Baudetails
Die unterirdische Grabanlage ist etwa 30 m lang und ost-west-orientiert. Über eine Treppe im Osten erreicht man den ersten Raum, der ca. 5 × 6 m groß ist und eine Nebenkammer an der Nordseite aufweist. Von dort gelangt man zu einem weiteren Gang (7,35 × 2,55 m), an dessen Ende im Westen sich die Grabkammer befindet und von dem im Norden eine weitere Nebenkammer abzweigt.
Vor allem der erste Raum und der Gang sind mit feinem Relief dekoriert, während die beiden Nebenkammern und auch die Grabkammer undekoriert sind. Vorzeichnungen in der ersten Nebenkammer deuten an, dass auch diese Räume dekoriert werden sollten, was aber nicht erfolgt ist.
Die fertiggestellte Dekoration ist im versenkten Relief ausgeführt und zeigt meist Ramses III. vor diversen Gottheiten. Amunherchepeschef, der eigentliche Grabbesitzer, wird immer hinter seinem Vater wiedergegeben – kleiner, mit Seitenlocke und meist mit Wedel. Mehrmals ist Ramses III. auch alleine vor oder zwischen zwei Gottheiten dargestellt. An der Tür von der ersten Kammer zum Gang findet sich eine Widmung, die ausdrücklich besagt, dass der Herrscher das Grab als Gunsterweis erbauen ließ.
In der undekorierten Grabkammer fand sich neben dem menschenförmig (anthropoid), jedoch eher grob gestalteten Sarkophag des Prinzen noch das Skelett eines Fötus.